# Forte de Borca
O Forte de Borca localizava-se em Borca, no atual Sultanato de Omã. 

## Características
De modo semelhante ao Forte de Sibo, apresentava planta triangular, com muros de cerca de 25 metros de comprimento e baluartes nos vértices, sendo um dominante.